# Лі Хан Гі
Лі Хан Гі (кор. 이한기, 李漢基, Lee Han-key; 5 вересня 1917 — 2 лютого 1995) — корейський правник, дослідник і політик, виконував обов'язки прем'єр-міністра Республіки Корея від травня до липня 1987 року.

## Біографія
Здобув юридичну освіту в Токійському університеті, після чого викладав німецьку мову, а потім вступив на факультет міжнародного права Сеульського університету. Від 1953 року обіймав посаду директора Корейського товариства міжнародного права, а в 1954—1956 роках навчався в Колумбійському університеті. Після завершення навчання займався науковою та викладацькою діяльністю, а також вступив на державну службу. 1968 року Лі став членом Комітету з питань реформування Верховного суду Південної Кореї.
До 1987 року обіймав посади в різних аудиторських органах, після чого тимчасово очолив Уряд Республіки Корея.
Є автором численних праць з міжнародного права.